# Padubysis
Padubysis est un village situé dans Municipalité du district de Kelmė en Lituanie.

## Histoire
Avant la Seconde Guerre mondiale, le village était un shtetl, en majorité habité par des membres de la communauté juive. Dès l'arrivée des allemands en Lituanie, en juin 1941, les juifs sont opprimés et contraints aux travaux forcés.
Le 15 et 16 août 1941, 120 juifs de la ville et des villages voisins de Lyduvėnai et Bulavėnai sont assassinés dans une exécution de masse perpétrée par un einsatzgruppen de nationalistes lituaniens et d'allemands. Une stèle est érigée sur le lieu du massacre.